# 施正屏事件
施正屏中國事件是指台灣學者施正屏在中國大陸失蹤、關押和被判刑的事件。

## 歷史
施正屏出生於1960年（一說1963年），是外省人第二代（ 祖籍浙江省寧波市 )，其父是國立海洋大學教授以及中國國民黨黨部幹部。施正屏在獲得康乃狄克大學經濟博士學位後前往台灣師範大學三民主義研究所任教。陈水扁擔任中華民國總統时，施正屏受農委會主任委員陳希煌邀請在農委會擔任秘書工作。2002年，施正屏前往美國擔任駐紐約臺北經濟文化辦事處的農委會代表。施正屏從美國回到台灣後，台師大三民主義研究所的國民黨黨員對施正屏任職陈水扁政府不滿，拒絕施正屏繼續在三民主義研究所任教；施正屏被迫轉到台師大人力資源發展研究所從事教學活動。2018年2月，施正屏退休。施正屏還曾投書《中国时报》批評蔡英文政府，以及擔任中國大陸國企华夏集团首席经济学家。2018年8月施正屏在中國大陸被捕，2019年11月被证实关押于北京。施正屏失聯後，施家擔心向蔡英文政府求助會讓施正屏成為第二個李明哲，於是向外界隱瞞施正屏的真實情況。
中共指控，施正屏於2005年至2018年間接受中華民國國家安全局間諜「周勝裕」（化名周德益）經費與指示，在參加兩岸交流研討會時蒐集情資；施正屏總共接收約160多萬元新台幣的「間諜經費」。2020年11月24日，安徽省馬鞍山市中級人民法院一審宣判，認定施正屏犯下間諜罪，判處有期徒刑4年、剝奪政治權利2年，並沒收個人財產人民幣2萬元。